# NGC 7559A
NGC 7559A في الفهرس العام الجديد، هي مجرة، تقع في كوكبة الفرس الأعظم. اكتشفت في 19 أكتوبر 1784 بواسطة ويليام هيرشل.

## روابط خارجية
- NGC 7559A على موقع ويكي سكاي: DSS2, SDSS, GALEX, IRAS, Hydrogen α, X-Ray, Astrophoto, Sky Map, Articles and images